# 热河畔布兰
热河畔布兰（法語：Brains-sur-Gée，法語發音：[bʁɛ̃ syʁ ʒe]）是法国萨尔特省的一个市镇，属于拉弗莱什区。

## 地理
热河畔布兰（48°0'58"N, 0°1'34"W）面积15.9 平方千米，位于法国卢瓦尔河地区大区萨尔特省，该省份为法国西北部内陆省份，北起顺时针与奥恩省、厄尔-卢瓦省、卢瓦-谢尔省、安德尔-卢瓦尔省、曼恩-卢瓦尔省和马耶讷省接壤，是法国大西部的入口，连接卢瓦尔河谷、布列塔尼和巴黎盆地。
与热河畔布兰接壤的市镇（或旧市镇、城区）包括：苏利涅-弗拉塞、热河畔库朗、克拉讷昂香槟。
热河畔布兰的时区为UTC+01:00、UTC+02:00（夏令时）。

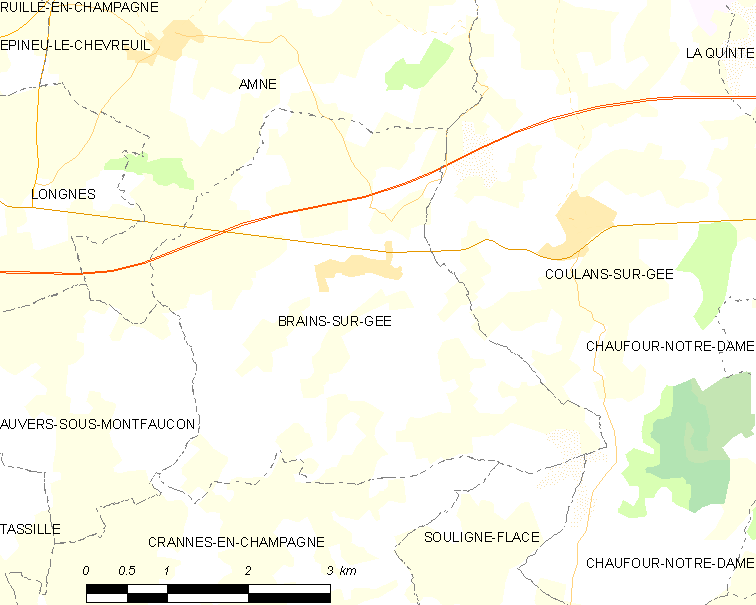
热河畔布兰的OSM定位图

## 行政
热河畔布兰的邮政编码为72550，INSEE市镇编码为72045。

## 政治
热河畔布兰所属的省级选区为卢埃县。

## 人口

1962-2008年间热河畔布兰人口变化图示

热河畔布兰于2022年1月1日时的人口数量为781人。